# 拓跋悉
拓跋悉（?—?），中國南北朝時期北魏宗室，上谷公拓跋紇羅之孫、襄城王拓跋題之子，封襄城公。

## 生平
拓跋悉繼承其父拓跋題的爵位，降爵位為襄城公。拓跋悉去世後，追贈襄城王。